# Haripur (Pakistan)
Pour les articles homonymes, voir Haripur.
Haripur (en ourdou : ہری پور) est une ville située à 65 kilomètres au nord d'Islamabad au Pakistan. Elle est la capitale du district d'Haripur, située dans la province de Khyber Pakhtunkhwa.
La ville a été fondée vers 1821 par le général Hari Singh Nalwa. Située au cœur de la région Hazara, les habitants de la ville parlent surtout l'hindko.
La population de la ville a été multipliée par plus de trois entre 1972 et 2017, passant de 25 245 habitants à 85 739. Entre 1998 et 2017, la croissance annuelle moyenne s'affiche à 3,1 %, bien supérieure à la moyenne nationale de 2,4 %. Selon le recensement de 2023, la population de la ville monte à 91 915 habitants.
|            | 1972 (rec.) | 1981 (rec.) | 1998 (rec.) | 2017 (rec.) | 2023 (rec.) |
| ---------- | ----------- | ----------- | ----------- | ----------- | ----------- |
| Population | 25 245      | 31 117      | 48 309      | 85 739      | 91 915      |